# Johann Ludwig Petri
Johann Ludwig I Petri  (n. 1714, Eisenach – d. 1794, Zweibrücken) a fost un însemnat peisagist al secolului al 18-lea.
În jurul anului 1740 a fost grădinarul curții Nassau-Saarbrücken, Saarbrücken, iar în anul 1742 a fost directorul peisagist în Zweibrücken.
Nepotul său a fost Ernst August Bernhard Petri (1744-1809), peisagist.

## Opere
- Hofgarten Zweibrücken
- Tschifflik Zweibrücken
- Castelul Jägersburg
- Jagdschloss Herschweiler Pettersheim
- Castelul Schwetzingen
- Castelul Carlsberg